# Scotia Plaza
Scotia Plaza és un complex d'arquitectura postmoderna a la ciutat de Toronto, Ontario, Canadà. El complex està situat al districte financer del centre de la ciutat, i limita amb Yonge street a l'oest, amb King Street West al sud, amb Bay Street a l'est i amb Adelaide Street West al nord.
Scotia Plaza està connectat a la xarxa PATH, i conté 190.000 m2 (2.045.143 peus quadrats) d'espai d'oficines i 40 botigues al detall. El complex segueix funcionant com el domicili social de Scotiabank. Té una alçada de 68 pisos i una àrea de 148,658 m²